# Giuseppe Zoppi
Giuseppe Zoppi , né à Broglio le 12 septembre 1896 et mort à Locarno le 8 septembre 1952, est un enseignant et écrivain suisse italien.

## Biographie
Après avoir passé son enfance à Broglio, un petit village du Tessin dans la Vallemaggia, et avoir frequenté le gymnase de Locarno, Giuseppe Zoppi rejoint Fribourg où il étudie au Collège Saint-Michel. Il s’inscrit par la suite à l’université de Fribourg et obtient sa licence en lettres, son mémoire portant sur la poésie de Francesco Chiesa.
Il retourne ensuite dans le canton du Tessin et enseigne à l’école secondaire de Lugano, puis à l’école de Locarno. Dès 1931, il obtient un poste en tant que professeur de littérature italienne à l’école polytechnique fédérale de Zurich. Son œuvre Le livre de l’Alpe, un recueil de proses poétiques, lui vaut d’être un des écrivains tessinois les plus connus.

## Publications
- Il libro dell'alpe, Milan, L'Eroica, 1922, 204p.
- Quando avevo le ali, Milan, L'Eroica, 1925, 141p.
- Presento il mio Ticino, Milan, Mondadori, 1939, 215p.
- Poesie d'oggi e di ieri, Bellinzone, Istituto Editoriale Ticinese, 1944, 209p.
- Dove nascono i fiumi, Florence, Vallecchi, 1949, 381p.
- Il libro del granito, Florence, Vallecchi, 1958, 207p.
- Le alpi : poesie, Florence, Vallecchi, 1957, 146p.
- Ero un ragazzo di montagna : novelle e ricordi (a cura di Tania Giudicetti Lovaldi), Bellinzone, Salvioni, 2015, 128p.